# Breendonk (Bélgica)
Breendonk es una pequeña ciudad en la provincia de Amberes, Bélgica, con una población de 3000 habitantes, a medio camino entre Bruselas y Amberes.

## Historia
Su nombre proviene de la medieval Bredene Dunc  que se traduce como "montículo ancho" o "un punto seco en las marismas".
En el siglo XIX, era conocida por su hermosa iglesia neogótica y la espléndida mansión del conde de Buisseret. Ambos fueron destruidos por el ejército belga al comienzo de la Primera Guerra Mundial porque obstruía la vista del artillero desde las fortificaciones locales.
Desde el siglo XX en adelante fue conocida por su fortificación en el Fuerte de Breendonk, construido en 1909. Se juzgó que Amberes, siendo el segundo puerto más importante de Europa continental (Puerto de Amberes), necesitaba dos anillos de fortificaciones para su defensa. La fortificación de Breendonk era parte del anillo defensivo exterior. Estas fortificaciones fueron construidas en el mismo sitio ocupado anteriormente por las fortificaciones romanas, este sitio fue seleccionado porque era la única fuente de agua limpia en lo que hasta el siglo XVIII era una zona pantanosa. Las fortificaciones modernas cayeron en manos de los alemanes después de solo un asedio de siete días.
Durante la Segunda Guerra Mundial, el fuerte fue utilizado brevemente como Cuartel General del rey Leopoldo III, al mando de las fuerzas armadas belgas. Después de su rendición a los alemanes, los nazis lo transformaron en un campo de concentración (principalmente como un campo de tránsito para el transporte a Auschwitz). Ganó una triste reputación como lugar de tortura e interrogatorio de una gran variedad de prisioneros. Entre los que iban a ser encarcelados (unos 3500 en total, 1733 no sobrevivieron a la guerra) estaban el lingüista Herman Liebaers, el esgrimista Jacques Ochs, el  político Bert Van Hoorick del Partido Comunista de Bélgica y el anti fascista Paul Hoornaert.
Cerca de 300 personas murieron en el campamento, al menos 98 personas murieron por privaciones o torturas.
El fuerte es ahora la sede del "Monumento Nacional Fort Wayne de Breendonk", que proporciona un registro histórico del terror nazi en Bélgica. Este museo se referencia por su importancia histórica en la novela deW. G. Sebald  titulada  Austerlitz.
El pueblo de Breendonk fue fusionado en 1977 en el municipio de Puurs, mientras que el fuerte y el área circundante al este de la carretera A12 (que conduce de Amberes a Bruselas) se convirtieron en parte del municipio de Willebroek.
- Datos: Q1011455
- Multimedia: Breendonk / Q1011455

1. ↑  Worldpostalcodes.org, código postal n.º 2870.